# بارزا رکا
بارزا رکا (به بلغاری: Barza Reka) یک منطقهٔ مسکونی در بلغارستان است که در شهرستان چرنوچن واقع شده‌است.
 بارزا رکا ۳٫۵۱۶ کیلومتر مربع مساحت و ۴۴ نفر جمعیت دارد.